# Stepan Andrjukov
Stepan Aleksandrovič Andrjukov (in russo Степан Александрович Андрюков?; 11 febbraio 1991) è un pallanuotista russo, vincitore di un campionato russo, due Coppe di Russia e una LEN Euro Cup.

## Palmarès
- Campionato russo: 1

Spartak Volgograd: 2014
- Coppa di Russia maschile: 2

Šturm: 2011
Spartak Volgograd: 2013
- Coppe LEN: 1

Spartak Volgograd: 2014